# Jean Verlhac
Pour les articles homonymes, voir Verlhac.
Jean Verlhac (3 juillet 1923-9 mai 1995) est un intellectuel et homme politique français
Il était catholique de gauche.

## Biographie
Il fait ses études secondaires à Orléans et appartient à la Jeunesse étudiante chrétienne en 1939-1940. Résistant, membre des FFI, il est rédacteur durant la guerre au journal chrétien Liberté puis devient rédacteur au  journal militaire Aux armes auprès du général Marcel Descour après la Libération. Il fréquente ensuite le mouvement chrétien de gauche de Maurice Montuclard, Jeunesse de l'Église, puis développe une action politique dans un mouvement chrétien communisant, l'Union des chrétiens progressistes, de 1947 à 1951, petit parti dont il est membre de la direction. 
Il prépare à la Sorbonne un mémoire d'histoire contemporaine sur Jean Jaurès et les origines du socialisme français de 1898 à 1905, qui lui permet d'obtenir le diplôme d'études supérieures en 1947. Il est reçu à l'agrégation d'histoire en 1949 et devient professeur, syndiqué au SNES. 
Il adhère de 1948 à 1956 au Mouvement de la paix dont il est un temps au secrétariat national, puis participe au journal catholique de gauche La Quinzaine de 1951 à 1955. Au titre du Bulletin qui prend la suite de La Quinzaine, il devient un des secrétaires de l'UGS de 1957 à 1960. Il participe ensuite à la fondation du PSU et devient membre du bureau politique de cette organisation jusqu'en 1965. Il lutte notamment contre la guerre d'Algérie et sera gravement blessé lors des manifestations du métro Charonne. 
Adjoint à l'urbanisme de Hubert Dubedout à Grenoble 1965-1983, premier adjoint au maire de 1977 à 1983 puis conseiller municipal d'opposition de 1983 à 1989, il a participé à plusieurs grands projets de transformation de la ville comme la construction du village olympique des Jeux Olympiques de 1968 ou du quartier de la Villeneuve de Grenoble dont le parc porte son nom. Plusieurs sources utilisent à l'époque l'expression « bande à Verlhac » pour désigner le groupe de personnes travaillant sur ces projets autour de Jean Verlhac pendant les trois mandats municipaux d'Hubert Dubedout. Le Nouvel Observateur écrit le 15 mai 1972 : « L’anti-Sarcelles : comment à la Villeneuve un groupe d’animateurs et d’urbanistes, la bande à Verlhac, a osé construire la ville où l’imagination aura enfin le pouvoir. ».
À la suite de la loi Edgar Faure, il crée à la rentrée 1969 un Institut d'urbanisme dans les locaux de l'école d'architecture : l'UER Urbanisation-Aménagement, habilitée à décerner des diplômes d'études urbaines de 3° cycle. Dans cet institut, jumeau de celui de Vincennes, interviendront la plupart des théoriciens et praticiens de l'urbanisme pendant deux décennies.
Il est conseiller général de l'Isère entre 1973 et 1979. Il quitte le PSU en 1974 et adhère au PS.
Son mémoire de 1947, La formation de l'unité socialiste (1898-1905), est édité par les éditions L'Harmattan en 1997 dans la collection « Chemins de la mémoire ».